# バーテルミー・デック
バーテルミー・デック（Barthélemy d'Eyck）、ファン・エイク（van Eyck）もしくはデック（d' Eyck）（1420年頃 - 1470年）は、初期フランドル派の画家。画家としてのキャリアの大部分をフランスとブルゴーニュで送り、宮廷画家、装飾写本作家だったと考えられている。
デックが画家として活動したのは1440年から1469年ごろである。現存している作品が疑いなくデックのものとして資料から裏付けることはできないものの、彼は当時の主要な芸術家として現在の作家らによって称賛され、そして数多くの重要な作品が彼の作品だと一般的に認められている。特に、多くの専門家に絵画『エクスの受胎告知』と装飾写本『ルネ・ダンジューの時祷書』の制作者はデックであるとされており、ほかに『ベリー公のいとも豪華なる時祷書』にも関係していると考えられている。

## 生涯と作品

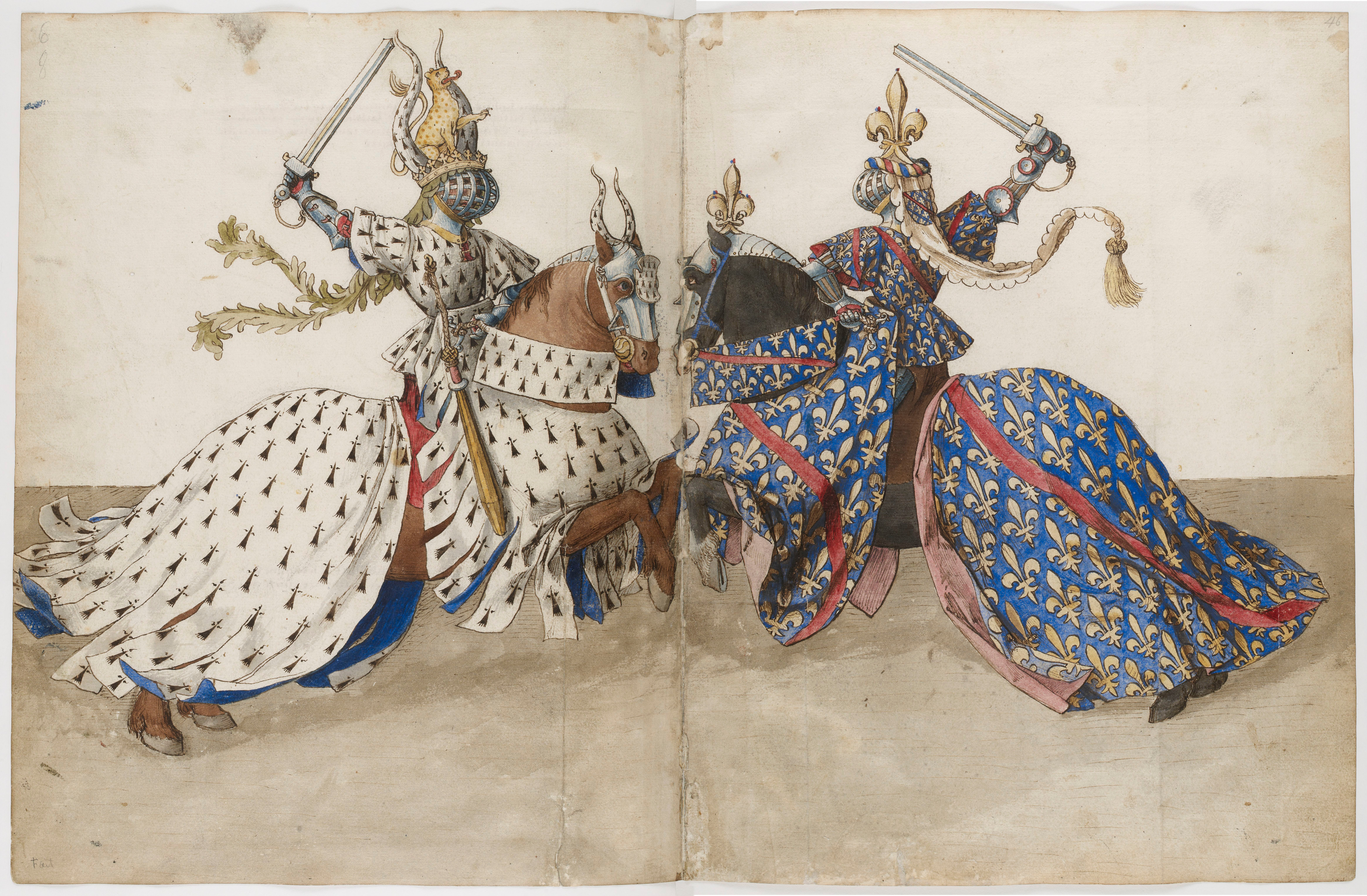
『King René's Tournament Book』の挿絵

デックはヤン・ファン・エイクと関係があると考えられるが、記録としては残っていない。デックの義父は織物商人で、アンジュー公ルネ・ダンジューに従ってナポリそして南フランスへと移住している。母親は1460年に死去しているが「ドイツのイドリア Ydria Exters d'Allemagne」という名前だったという記録が残っている。しかしながら、プロヴァンスの人々にとっては「ドイツの」という言葉は、「全ネーデルラントの」と同義であった可能性が高い。ヤン・ファン・エイクの兄弟ランベルト・ファン・エイクもヤンの死後、プロヴァンスで活動していたと考えられている。
研究者の中にはデックとヤンの作風が似ているため、親族でもあるヤンの工房で修行したと考えている者もいる。1430年代にはフーベルト、ヤンのファン・エイク兄弟が制作に携わり、後世に火災にあい大部分が焼失した装飾写本『トリノ＝ミラノ時祷書』の、現存しているいくつかのミニアチュールはデックの作品とされている。1440年のブルゴーニュ公フィリップ3世（善良公）の文献に「バーテルミー」と呼ばれる画家がディジョンで活動していたと記録されており、この画家こそがバーテルミー・デックではないかと考えられている。後にデックの主要なパトロンになるルネ・ダンジューは善良公と争い、当時は善良公の虜囚だった。1444年までにデックは南フランスのエクス＝アン＝プロヴァンスに在住しており、当時の一流フランス人画家アンゲラン・カルトンと法的に正式な契約書を交わして共同作業をしている。

## エクスの受胎告知

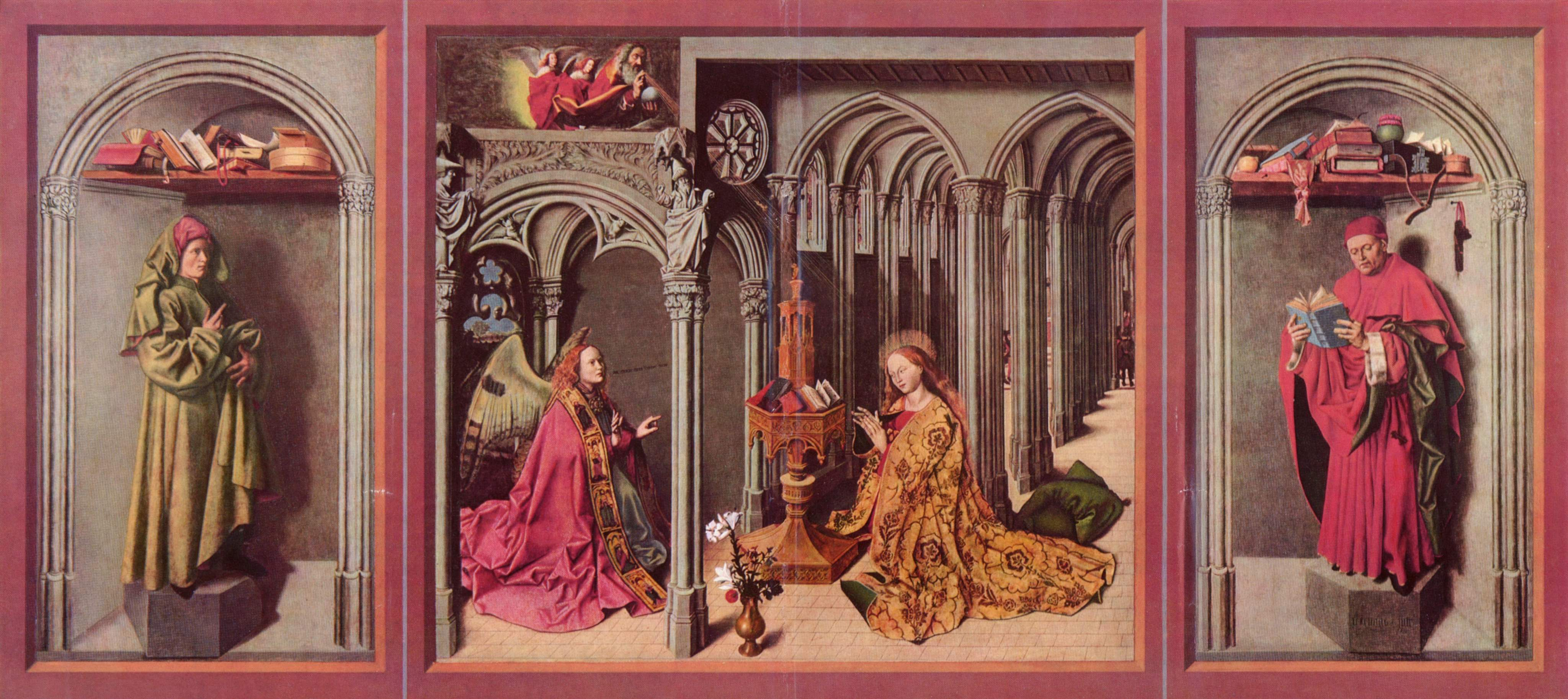
『エクスの受胎告知』、1443年頃

1441年から1445年の制作日付が入っている『エクスの受胎告知』は、デックの作品であると広く認められている。三連祭壇画で、現在はエクス＝アン＝プロヴァンス、ブリュッセル、アムステルダム、ロッテルダムに散逸して保管されている（片翼は2枚に切断されているため、4箇所となっている）。この作品はデックの義父の求めで描かれたもので、ディジョンで活動していた初期フランドル派の画家ロベルト・カンピン、ヤン・ファン・エイク、彫刻家クラウス・スリューテルや、ナポリの画家ニッコロ・アントニオ・コラントニオの影響がみられる。
『エクスの受胎告知』は、ヤン・ファン・エイクが以前に描いたワシントンのナショナル・ギャラリーに所蔵されている『受胎告知』などのように、非常に複雑な寓意に満ちた作品となっている。1456年の制作日付の入った見事な肖像画（ウィーン、リヒテンシュタイン・コレクション所蔵）と、キリストの磔刑を描いた断片（ルーブル美術館所蔵）とともに組み合わされていた祭壇画で、デックが描いた現存する唯一のパネル画と考えられている。デックがキャリア後期に残した作品はほとんどが装飾写本で、ルネ・ダンジューの求めによって制作されたものだった。
ルネはアンジュー公ルイ2世の次男に生まれ、1435年にナポリ王となったが、後にアラゴン王アルフォンソ5世に敗れ1442年に王位を追われている。ルネがナポリ王となった時に、デックもナポリに移住することになった。このことがデックの作品がナポリで有名となった理由で、コラントニオやアントネロ・ダ・メッシーナのようなナポリ在住の画家たちの作品に影響を及ぼすようになった一因である。自身の領地であるフランス南部やロワール渓谷で過ごすのを好んだルネは、詩や絵画などの才にも恵まれていた。現在ではデックの作品であると見なされている装飾写本が、過去には長い間ルネの手によるものであると考えられていた。
現存する記録によると、1447年ごろからデックは「芸術家ならびに近侍（peintre et varlet de chambre）』（または部屋付き侍従）として名前が残っている。この「近侍」は、ブルゴーニュ公フィリップ2世の宮廷でのヤン・ファン・エイク、ベリー公ジャン1世の宮廷でのリンブルク兄弟なども就いた地位で、デックはルネの個人的秘書として宮廷内でも重要な役職を与えられたのである。デックはルネとともにフランス南西部のギュイエンヌやアンジェを訪れた。1447年から1449年にかけて、デックのアトリエはルネの私室の隣にあり、このことはルネとの間に緊密な信頼関係があったことを示唆している。
デックの記録が最後に現れるのは1469年である。当時は年俸とともに3人の召使いあるいは助手、3頭の馬を支給されていた。デックが少なくとも1476年まで存命だったことは複数の証拠によって確認することができる。

## 装飾写本

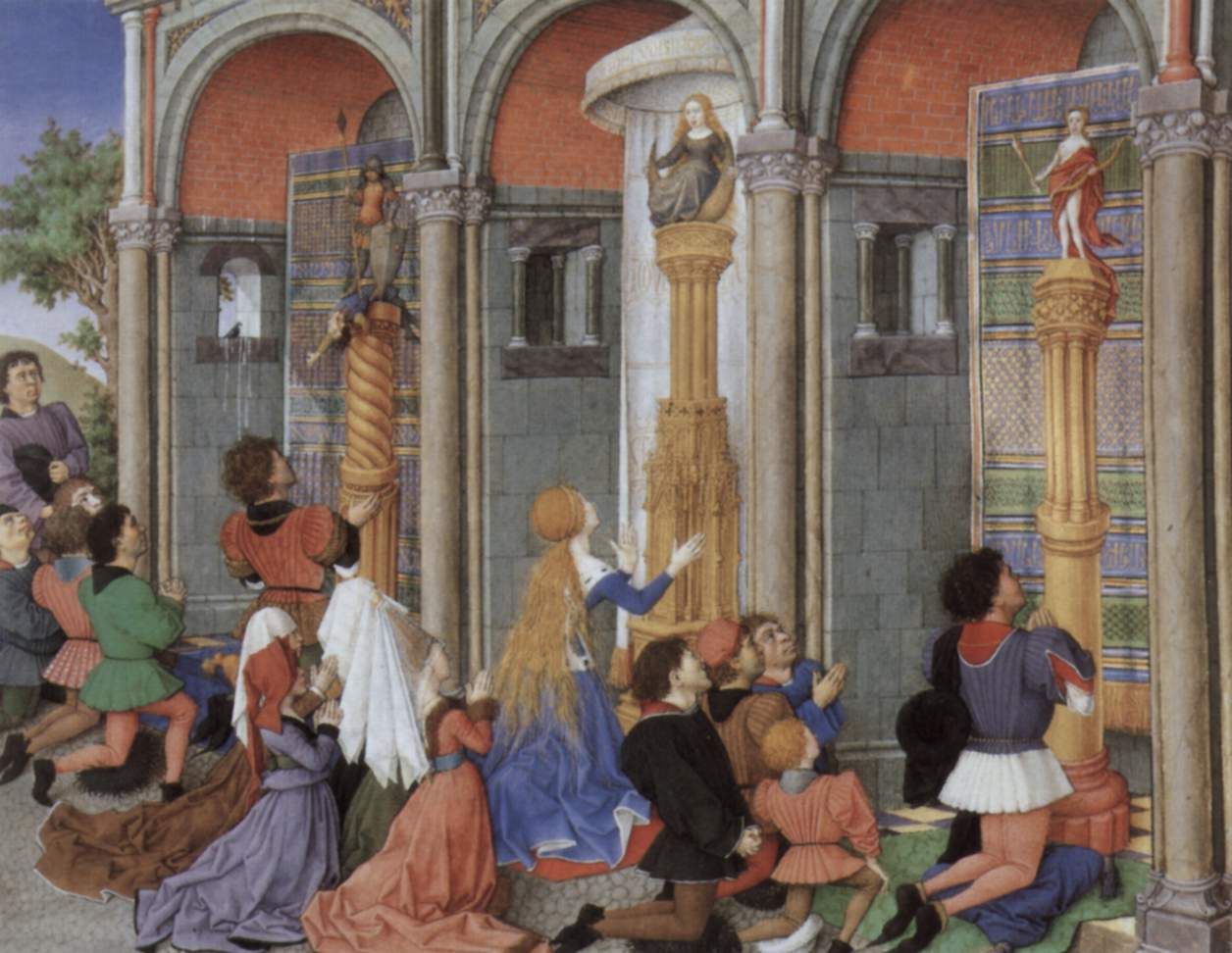
『Théséide』

デックの作品ではないかとされてい装飾写本のなかに、ニューヨークのモルガン・ライブラリーが所蔵する時祷書があり、この時祷書の作成にはアンゲラン・カルトンも関わっている。カルトンは他にも大英図書館が所蔵している『ルネ・ダンジューのロンドン時祷書（The London Hours of René of Anjou）』に5枚のミニアチュールを描いている。これらの時祷書はディジョンで虜囚となっていたルネの境遇と密接に関係しており、時祷書に関する書物を著しているジョン・ハーサンは、ルネ自身がミニアチュールのスケッチを描き、デックに仕上げさせたのではないかと考え、「デックは王（ルネ）の高邁なアイディアを忠実に解釈することができる、2人とはいない十分に信頼できる有能な友人であり、おそらく共同で芸術活動を行ったのだろう」としている。
もっともよく知られているデックの装飾写本は、ウィーンのオーストリア国立図書館に所蔵されている1460年 - 1470年の作成年度が入った『Livre du cueur d'amour esprit』と『Théséide』で、それぞれデックの手による16枚と7枚の挿絵で装飾されている。『Livre du cueur d'amour esprit』は宮廷を舞台にした寓意に満ちた物語で、これを書いたのはまず間違いなくルネだと考えられている。この写本にはさらに29枚分の挿絵のスペースがあるが、ここに描かれる予定だった挿絵は他の写本に流用されている。これらの挿絵はデックよりも技術的に劣る芸術家が手掛けているが、デックのスケッチをもとにして描いたとされている。デックの光の表現方法は非常に優れており、16枚の挿絵のうち4枚が夜で、その他は夜明けや夕暮れを描いた優れたものとなっている。
もう少し初期の作品の、同じくルネが文章を書き、デックが挿絵を描いた『en:King René's Tournament Book』では、珍しいことに羊皮紙にテンペラではなく、紙に水彩で描かれている。

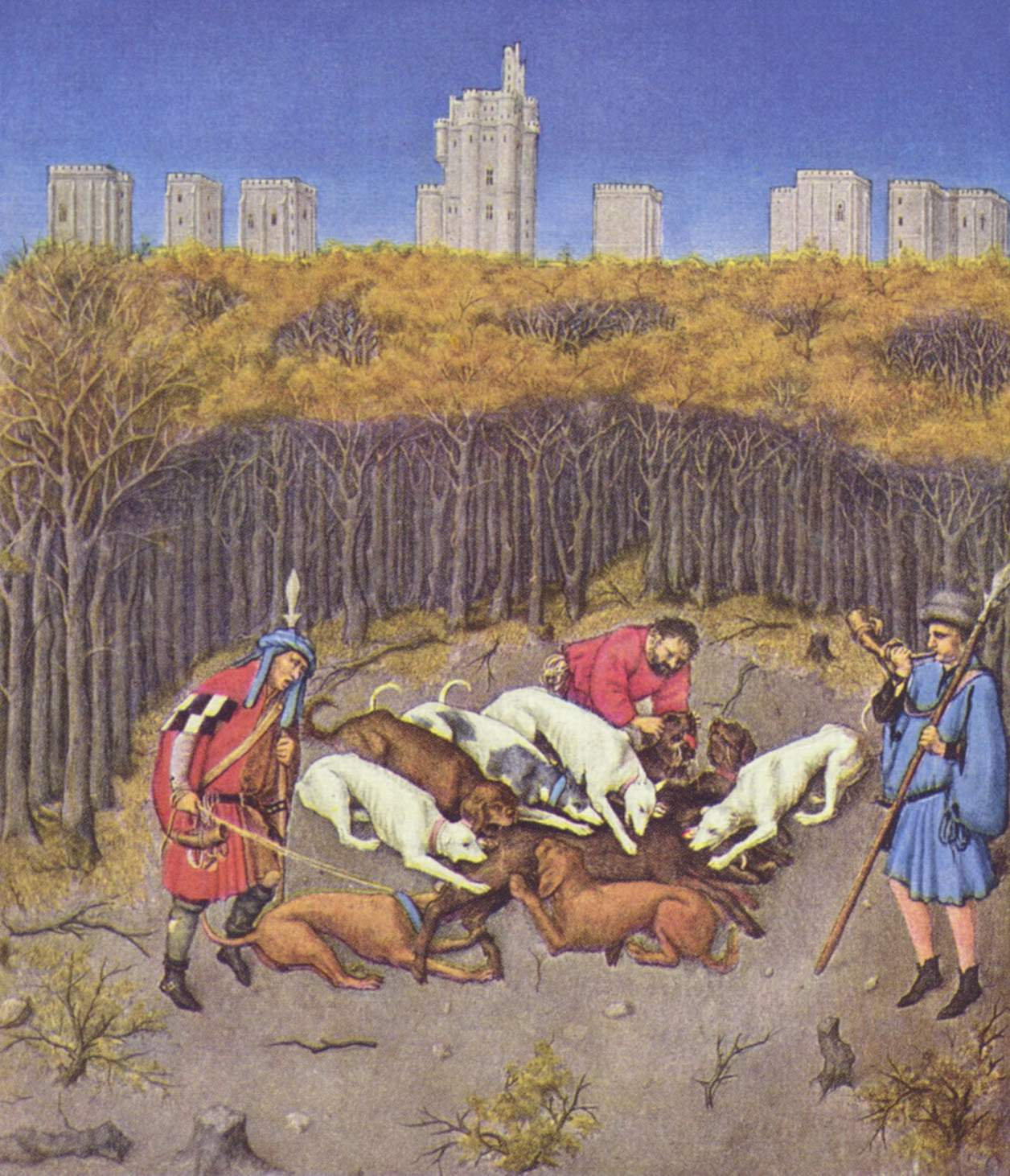
『ベリー公のいとも豪華なる時祷書』11月の暦

多くの美術史家が15世紀中頃に『ベリー公のいとも豪華なる時祷書』に挿絵を追加した「影の画家（Master of the Shadows）」と呼ばれる画家はデックであると指摘している。この時祷書は1419年に依頼主のベリー公と挿絵を描いた画家リンブルク兄弟が死去したため、その後長い間未完成のままになっていた。当時この時祷書はルネが所有していたと考えられている。
9月の暦にルネの居城で、1460年代の大部分を過ごしたソミュールの城館が描かれており、この部分を「影の画家」が描いたとされている。他に3月、10月、12月の暦にも「影の画家」が大部分（あるいは一部分）を描いた挿絵がある。「影の画家」が描いた空間の奥行き表現はリンブルク兄弟よりも優れており、この表現はデックが描いた写本挿絵の顕著な特徴の一つである。「影の画家」が描いた人々の肖像は、その身体描写が洗練されているとは言えないのに比べ、とくに農夫の表情が際立って個性あふれるものとなっている。

『ベリー公のいとも豪華なる時祷書』のなかで、これらの暦に描かれた情景と、もしかしたら『聖グレゴリーの行進（Procession of St Gregory）』に描かれている顔だけが、デックの作品であると考えられ、他の多くの挿絵は後世にフランスの装飾写本作家ジャン・コロンブが描いたものとなっている。